# The Cleveland Show
The Cleveland Show er en amerikansk animeret komedieserie, der havde premiere 27. september 2009. Det er en spin-off serie af Family Guy og er skabt af Mike Henry (stemme, manuskriptforfatter og producer på Family Guy), Richard Appel (manuskriptforfatter på Family Guy) og Seth MacFarlane (medskaber af Family Guy).

## Baggrund
Som spin-off til Family Guy hænger The Cleveland Show sammen med denne serie. Oprindeligt en Family Guy-figur, følte Mike Henry (stemme til Cleveland), at Cleveland fortjente sit eget show. Skaber af Family Guy Seth MacFarlane bidrager også til dette show, både som manuskriptforfatter, producer, skuespiller og medskaber. Ligesom i tilfældet med American Dad!, går mange af folkene bag de to show igen også på The Cleveland Show.

## Plot & miljø
Cleveland Browns (stemme af Mike Henry) nyintroducerede familie består af hans kone Donna Tubbs (stemme af Sanaa Lathan), hendes fjortenårige datter Roberta Tubbs (stemme af Reagan Gomez), hendes femårige søn Rallo Tubbs (Mike Henry) og Clevelands nu fjortenårige overvægtige søn Cleveland Brown Jr. (stemme af Kevin Michael Richardson)

### Folkene bag
| Hovedrollerne                | Hovedrollerne | Hovedrollerne        | Hovedrollerne                    | Hovedrollerne                | Hovedrollerne   |
| ---------------------------- | ------------- | -------------------- | -------------------------------- | ---------------------------- | --------------- |
|                              |               |                      |                                  |                              |                 |
| Mike Henry                   | Sanaa Lathan  | Reagan Gomez-Preston | Kevin Michael Richardson         | Seth MacFarlane              | Jamie Kennedy   |
| Cleveland Brown, Rallo Tubbs | Donna Tubbs   | Roberta Tubbs        | Cleveland Jr., Lester Krinklesac | Tim the Bear, Michael Rhodes | Federline Jones |

## Ekstern henvisning
- Officiel hjemmeside Arkiveret 5. december 2008 hos  Wayback Machine
- The Cleveland Show på Internet Movie Database (engelsk)
- The Cleveland Show på Rotten Tomatoes (engelsk)
- The Cleveland Show på Metacritic (engelsk)
- The Cleveland Show på Filmaffinity (engelsk)
- The Cleveland Show hos Behind The Voice Actors (engelsk)
- The Cleveland Show hos The Movie Database (engelsk)
- The Cleveland Show hos TheTVDB (engelsk)
- The Cleveland Show hos TV.com (engelsk)

| Fjernsyn | Spire Denne artikel om et tv-program er en spire som bør udbygges. Du er velkommen til at hjælpe Wikipedia ved at udvide den. |